# Gesellschaft für pommersche Geschichte, Altertumskunde und Kunst
Die Gesellschaft für pommersche Geschichte, Altertumskunde und Kunst e. V. ist ein Geschichtsverein für die Erforschung der Geschichte Pommerns.

## Entwicklung
Die Gesellschaft wurde 1824 durch den Oberpräsidenten der preußischen Provinz Pommern, Johann August Sack, als Gesellschaft für pommersche Geschichte und Altertumskunde gegründet. Sie gehört somit zu den ältesten deutschen Geschichtsvereinen.
Es wurden zunächst zwei Ausschüsse gebildet, einer in Stettin, der für Altpommern, also Hinterpommern und Altvorpommern, zuständig sein sollte, und einer in Greifswald für Neuvorpommern. Letzterer konstituierte sich aber erst 1826.
Aus dem Greifswalder Ausschuss wurde unter der Leitung von Theodor Pyl in den 1860er Jahren eine vom Zentralverein so gut wie unabhängige Abteilung, aus der 1899 der Rügisch-pommersche Geschichtsverein hervorging.
Mit den Ereignissen des Jahres 1945 (nach Beendigung des Zweiten Weltkrieges Vertreibung aus Hinterpommern, in Vorpommern Bildung der SBZ) wurde die Arbeit der Gesellschaft unterbrochen, nachdem ihre Tätigkeit faktisch bereits zwischen 1940 (letzte Ausgabe der Vereinszeitschrift Baltische Studien) und 1942 (letzter Jahresbericht des Vorsitzenden) eingestellt worden war.
Die Gesellschaft wurde 1954 in Hamburg wieder gegründet. Als weitere Aufgabe wurde die Pflege der Kunst übernommen und daher der Name zu Gesellschaft für pommersche Geschichte, Altertumskunde und Kunst erweitert.  Vorausgegangen war 1952 die Gründung des Hans-Lange-Bundes für Pommern, in dem sich viele der früheren Mitglieder der Gesellschaft wiederfanden, u. a. der letzte Vorsitzende Adolf Diestelkamp. Der Bund verstand sich als Arbeitsgemeinschaft für Kultur und Wissenschaft, existierte aber nur zwei Jahre.
Zunächst nur auf Hamburg beschränkt, wurden bereits 1955 in Berlin und 1956 in Bonn Abteilungen der Gesellschaft gebildet. Später kam noch eine Abteilung in München hinzu. Aber erst 1990 konnte die Gesellschaft mit der Gründung einer Abteilung Vorpommern wieder in Vorpommern tätig werden. 1998 verlegte sie ihren Sitz von Hamburg nach Greifswald.

## Gegenwart
Die Gesellschaft hat etwa 540 Mitglieder (Stand 2014), im Jahre 2007 waren es noch über 600 Mitglieder. Die größte Abteilung ist die Abteilung Vorpommern mit über 300 Mitgliedern (Stand 2014). Weitere Abteilungen bestehen in Berlin, Bonn, Hamburg und München.
Die Bibliothek der Gesellschaft befindet sich als Depositum in der Universitätsbibliothek Greifswald, wo sie in den regulären Bibliothekskatalog eingearbeitet wird. Zuvor war sie bis Ende 2009 im Herder-Institut in Marburg (Lahn) aufgestellt.
Der ältere Buchbestand und die Handschriftensammlung sowie das eigentliche Archiv der Gesellschaft waren vor 1945 im Staatsarchiv Stettin untergebracht. Sie befinden sich heute teils im polnischen Staatsarchiv Stettin, teils im Landesarchiv Greifswald. Die Unterlagen des Greifswalder Ausschusses bzw. der Greifswalder Abteilung befinden sich im Universitätsarchiv Greifswald.

## Veröffentlichungen der Gesellschaft
- Baltische Studien. Pommersche Jahrbücher für Landesgeschichte. Jährlich erscheinende wissenschaftliche Zeitschrift, 1832 bis heute, mit einer Unterbrechung von 1940 bis 1955, Verlag Ludwig, Kiel, ISSN 0067-3099.
- Monatsblätter der Gesellschaft für pommersche Geschichte und Altertumskunde. 1887 bis 1942.
- Quellen zur pommerschen Geschichte.
  - Gottlieb von Rosen: Das älteste Stadtbuch der Stadt Garz auf Rügen. Stettin 1885
  - Ferdinand Fabricius: Urkunden und Copiar des Klosters Neuenkamp im königlichen Archiv zu Wetzlar. Stettin 1891
  - Georg Frommhold: Das Rügische Landrecht des Matthaeus Normann nach der kürzeren Handschrift. Stettin 1896
  - Johannes Bugenhagen: Johannes Bugenhagens Pomerania. Hrsg. von Otto Heinemann, Stettin 1900
  - Hugo Lemcke: Liber Beneficiorum Domus Corone Marie prope Rugenwold 1406–1528. Stettin 1919

## Vorsitzende
Die Liste ist unvollständig.
- 1873–1923: Hugo Lemcke (1835–1925)
- 1923–1930: Carl Fredrich (1871–1930)
- 1930–1933: Otto Altenburg (1873–1950)
- 1933–1935: Erich Randt (1887–1948)
- 1935–1945: Adolf Diestelkamp (1900–1955)
- 1954–1961: Carl Meister (1888–1962)
- 1961–1974: Hans Bernhard Reichow (1899–1974)
- 1974–1976: Christopher Baron von der Ropp (1904–1990)
- 1976–1986: Reinhart Berger (1910–1994)
- 1986–1993: Hellmut Hannes (1925–2023)
- 1993–2017: Ludwig Biewer (* 1949)
- seit 2017: Wilfried Hornburg (* 1956)

## Ehrenmitglieder
- Carl Ferdinand Triest (1884)
- Theodor Wengler (2017)